# Peter Leitch
Peter Leitch (* 19. August 1944 in Ottawa; † 30. Dezember 2024) war
ein kanadischer Jazzgitarrist.

## Leben und Wirken
Peter Leitch wuchs in Montreal auf und lebte dann von 1977 bis 1981 in Toronto. Er arbeitete dort mit dem Jazz-Pianisten und -Komponisten Oscar Peterson und wirkte an dessen Album The Personal Touch (Pablo) mit. Außerdem spielte er mit dem Al Grey / Jimmy Forrest Quintett und Sadik Hakim; 1981 entstand ein erstes Album unter eigenem Namen auf dem Jazz House-Label. 1983 zog Leitch nach New York und arbeitete dort als freischaffender Musiker sowie gelegentlich als Jazz-Journalist. 1986 spielte er in der Band von Woody Shaw (Solid), 1988 mit Jaki Byard. 1992 begleitete er die Sängerin Jeri Brown. Zwischen 1984 und 1988 entstanden die Aufnahmen für Leitchs Alben Red Zone und Exhilaration (Uptown), an denen Pepper Adams, John Hicks, Kirk Lightsey, Ray Drummond, Billy Hart und Marvin Smitty Smith mitwirkten. Für das Criss Cross-Label nahm Leitch mit Bobby Watson und James Williams auf (Portraits and Dedications).
Seit Anfang der 1990er-Jahre entstanden eine Reihe von Alben für Concord Records, unter anderem mit John Hicks, John Swana und Gary Bartz. Mitte der 1990er-Jahre wechselte Leitch zum Reservoir-Label und nahm eine Reihe von Alben auf, bei denen er unter anderem mit Gary Bartz, Claudio Roditi, Jed Levy, George Cables und Sean Smith arbeitete. 1999 spielte er mit Gary Bartz im Duo (The Montreal Concert). Sein Album Autobiography (2004) durchläuft ein Repertoire von Albert Aylers Ghosts über Charlie Parkers Segment bis Henry Mancinis Pink Panther Theme sowie einer akustischen Solo-Version des Jazz-Standards East of the Sun (and West of the Moon). Mit seinem 14-köpfigen New Life Orchestra trat er regelmäßig auf.

## Diskografische Hinweise
- Portraits and Dedications (Criss Cross, 1989)
- Trio Quartet ’91 (Concord, 1991)
- From Another Perspective (Concord, 1992)
- Colours and Dimensions (Reservoir, 1995)
- Up Front (Reservoir, 1996)
- Blues on the Corner (Reservoir, 1999)
- Gary Bartz / Peter Leitch: The Montreal Concert (DSM, 1999)
- Autobiography (Reservoir, 2004)
- The Peter Leitch New Life Orchestra: New Life (Jazz House, 2020)